# Continental Drifters
De Continental Drifters waren een Amerikaanse rockband, opgericht in Los Angeles, Californië in 1991 en ontbonden ongeveer tien jaar later in New Orleans, Louisiana. Hoewel de bezetting meerdere keren veranderde, bestond de band op een gegeven moment als een soort collegerock/indierock/powerpop superband, waaronder Peter Holsapple van The dB's, Mark Walton van The Dream Syndicate, Bangle Vicki Peterson en Susan Cowsill van The Cowsills.

## Bezetting
- Mark Walton (basgitaar, akoestische gitaar, zang)
- Carlo Nuccio (drums, gitaar, zang)
- Gary Eaton (gitaar, zang)
- Ray Ganucheau (gitaar, banjo, zang)
- Dan McGough (orgel, piano)

- Peter Holsapple (gitaar, keyboards, accordeon, mandoline, zang)
- Susan Cowsill (akoestische gitaar, zang)
- Vicki Peterson (gitaar, zang)
- Robert Maché (gitaar, mandoline, zang)
- Russ Broussard (drums)

## Geschiedenis
De band werd opgericht in 1991 in Los Angeles en bestond aanvankelijk uit Carlo Nuccio (drums, zang), Ray Ganucheau (gitaar, banjo, zang), Mark Walton (bas), Gary Eaton (gitaar, zang) en Danny McGough (keyboards). De band trad regelmatig op in Raji's in Los Angeles en werd vaak vergezeld door Susan Cowsill en Vicki Peterson op achtergrondzang en gitaren, en Peter Holsapple (keyboards, gitaren), hoewel deze drie spelers nog geen officiële leden waren. Holsapple werd gevraagd om zich bij de band aan te sluiten, maar weigerde aanvankelijk en bood in plaats daarvan aan om het debuutalbum van de groep te produceren. De resulterende schijf werd destijds niet uitgebracht. Nadat het was voltooid, werden Holsapple, Cowsill en Peterson officieel lid van de band, terwijl McGough stopte. Onder leiding van Nuccio en Ganucheau verhuisde het grootste deel van de band in de periode 1993-1994 over een periode van enkele maanden naar New Orleans. Eaton was het enige lid dat de stap niet maakte en daarom de band verliet. Echter, kort na de verhuizing ontwikkelde Ganucheau gezondheidsproblemen, waardoor hij werd gedwongen op te stappen en werd vervangen door Robert Maché. Deze bezetting (Nuccio/Walton/Cowsill/Peterson/Holsapple/Maché) nam het eerste uitgegeven album Continental Drifters op in 1994.
Nuccio verliet de band na de tournee voor het eerste album. Hij werd vervangen door de nieuwe drummer Russ Broussard en deze bezetting bracht de twee albums Vermilion (1998) en Better Day (2001) uit. Susan Cowsill en Russ Broussard verlieten de band begin 2002. De overgebleven spelers haalden drummer John Maloney en de terugkerende Ray Ganucheau op voor verschillende optredens, maar op dat moment ging de band in wezen achteruit als een blijvende onderneming. In 2003 werd het niet uitgegeven debuutalbum van de band eindelijk uitgebracht en een bezetting van de Continental Drifters van Gary Eaton, Ray Ganucheau, Carlo Nuccio, Peter Holsapple en Mark Walton speelde een optreden om dat te vieren. Op 28 april 2009 herenigde de band zich voor de vijfde jaarlijkse Threadhead Patry in New Orleans, LA tijdens Jazz Fest, gevolgd door een show op 1 mei op Carrollton Station, spelend voor een uitverkocht publiek. In 2015 bracht Omnivore Recordings een retrospectief dubbelalbum uit, gericht op onuitgebrachte en livenummers uit de lange geschiedenis van de band. In september 2015 kwam de band, inclusief alle leden uit zowel het Los Angeles-tijdperk als de latere New Orleans-manifestaties, samen voor fondsenwervende concerten in New Orleans en Los Angeles.

## Discografie
Singles
- 1992: The Mississippi/Johnny Oops (7"/45tpm, SOL)
- 1997: Christopher Columbus Transcontinental Highway/Meet On The Ledge (7"/45tpm, Black Dog)

10"
- 2001: Listen, Listen (cd/ep/10", Blue Rose)

LP's
- 1994, 2001: Continental Drifters (Monkey Hill/Razor & Tie)
- 1998, 1999: Vermilion (cd, Blue Rose/Razor & Tie)
- 2001: Better Day (cd, Razor & Tie/Blue Rose)
- 1993, 2003: Nineteen Ninety-Three (cd, opgenomen 1993/uitgebracht 2003, Blue Rose)

Compilaties en optredens
- 1995: When You Dance, I Can Really Love (cd, This Note's for You, ook: A Tribute to Neil Young, Inbetweens)
- 1995: I Can't Let Go (cd, Sing Hollies in Reverse, Eggbert)
- 2015: Drifted: In The Beginning & Beyond (cd, uitgebracht 2015, Omnivore Recordings)